# Kabupaten de Manggarai
Le kabupaten de Manggarai, en indonésien Kabupaten Manggarai, est un kabupaten de la province des petites îles de la Sonde orientales en Indonésie.

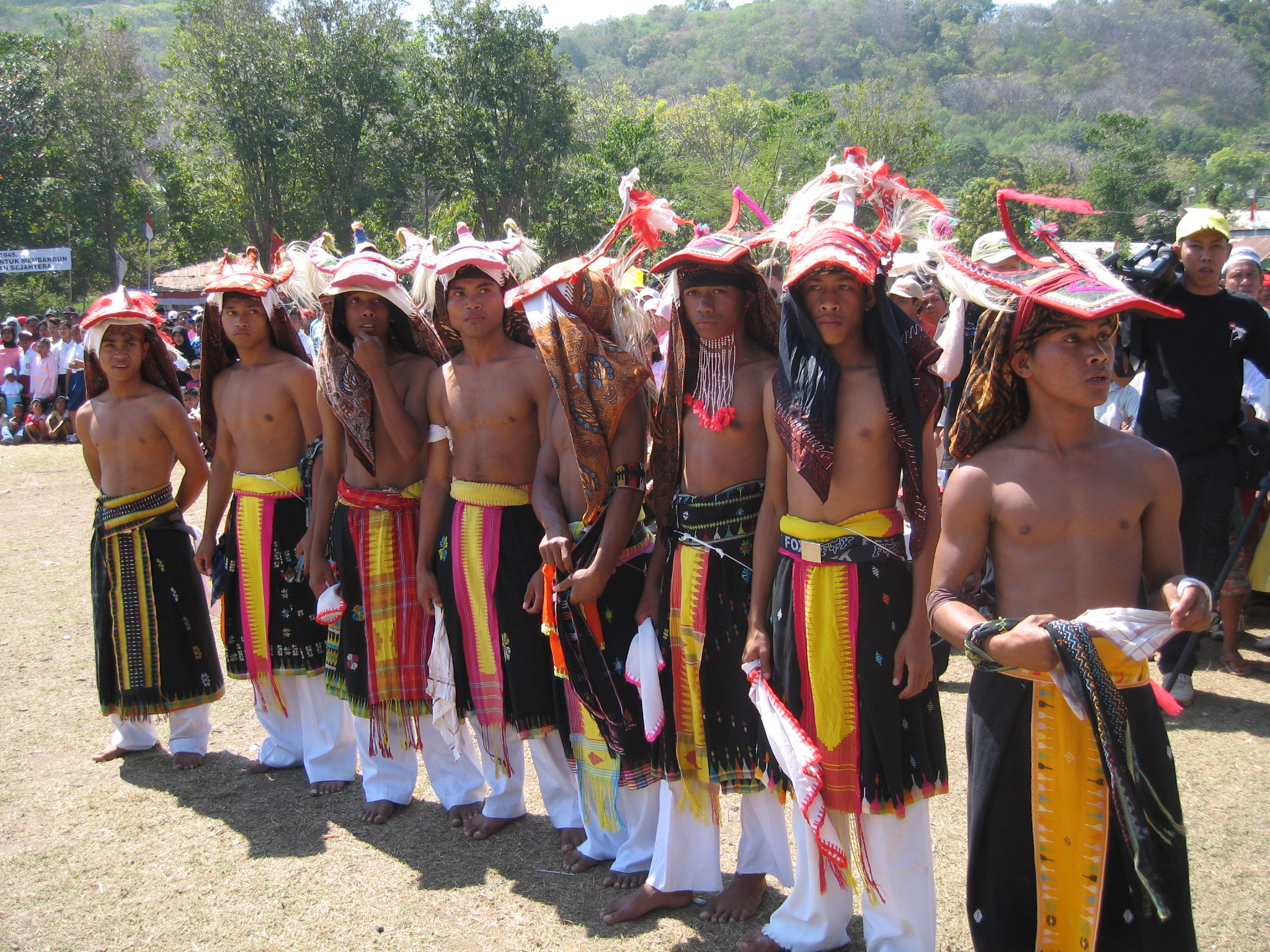
Caci-Tänzer à Manggarai

## Géographie
Il est composé d'une partie de l'île de Florès.

## Divisions administratives
Il est divisé en neuf kecamatans :
- Satar Mese
- Satar Mese Barat
- Langke Rembong
- Ruteng
- Wae Rii
- Lelak
- Rahong Utara
- Cibal
- Reok